# Beaurepaire-en-Bresse
Beaurepaire-en-Bresse är en kommun i departementet Saône-et-Loire i regionen Bourgogne-Franche-Comté i östra Frankrike. Kommunen ligger i kantonen Beaurepaire-en-Bresse som tillhör arrondissementet Louhans. År 2022 hade Beaurepaire-en-Bresse 724 invånare.

## Befolkningsutveckling
Antalet invånare i kommunen Beaurepaire-en-Bresse
| Referens: INSEE |